# You Come and Go Like a Pop Song
You Come and Go Like a Pop Song es un álbum de la banda The Bicycle Thief. Fue lanzado en 1999 y de nuevo salió a la venta en 2001 con la lista de canciones modificada. 
John Frusciante colabora en el tema "Cereal Song", tocando uno de los solos de guitarra. Esta canción a veces ha sido etiquetada, incorrectamente, como "John Frusciante - Heroin" en algunas webs de Internet, debido a las similitudes musicales con su carrera en solitario y tratar el tema de la adicción a las drogas.

## Lista de canciones

### Versión de 1999
1. "Hurt"
2. "Tennis Shoes"
3. "Rainin' (4AM)"
4. "Aspirations"
5. "Max, Jill Called"
6. "Off Street Parking"
7. "L.A. Country Hometown Blues"
8. "MacArthur Park Revisited"
9. "Everyone Asks"
10. "It's Alright"
11. "Rhonda Meets the Birdman"
12. "Cereal Song"
13. "Boy at a Bus Stop"

### Versión de 2001
1. "Song for a Kevin Spacey Movie"
2. "Stoned"
3. "Max, Jill Called"
4. "Tennis Shoes"
5. "Off Street Parking"
6. "L.A. Country Hometown Blues"
7. "Hurt"
8. "Rainin' (4AM)"
9. "Everyone Asks"
10. "Trust Fund Girl"
11. "MacArthur Park Revisited"
12. "Cereal Song"
13. "Boy at a Bus Stop"

## Sencillos
"Stoned" (llamado "Aspirations" en el primer lanzamiento del álbum) fue el único sencillo del álbum.

### Lista de canciones deStoned +2
1. "Stoned" (Radio Edit)
2. "You Won't Be Missed"
3. "It's Alright (Variations on an Oasis Theme)"

- Datos: Q8057140